# Veselá (Semilyi járás)
Veselá település Csehországban, Semilyi járásban. Veselá Holenice, Tatobity, Stružinec, Žernov, Rovensko pod Troskami és Lomnice nad Popelkou településekkel határos. Lakosainak száma 237 fő (2024. január 1.).

## Népesség
A település lakosságának változását az alábbi diagram mutatja:
| Lakosok száma | 782  | 722  | 611  | 329  | 264  | 206  | 229  | 228  | 232  | 237  |
|               | 1869 | 1900 | 1921 | 1961 | 1980 | 2011 | 2016 | 2019 | 2021 | 2024 |